# Juuso Pärssinen
Juuso Pärssinen, född 1 februari 2001, är en finländsk professionell ishockeyforward som är kontrakterad till Nashville Predators i National Hockey League (NHL) och spelar för Milwaukee Admirals i American Hockey League (AHL). Han har tidigare spelat för HC TPS i Liiga.
Pärssinen draftades av Nashville Predators i sjunde rundan i 2019 års draft som 210:e spelare totalt.
Han är son till Timo Pärssinen.

## Statistik
| 2018–2019    | HC TPS              | Liiga        | 7   | 1  | 0  | 1  | 0  | —  | — | —  | —  | —  |
| 2019–2020    | HC TPS              | Liiga        | 31  | 5  | 7  | 12 | 4  | —  | — | —  | —  | —  |
| 2020–2021    | HC TPS              | Liiga        | 55  | 8  | 34 | 42 | 36 | 13 | 1 | 7  | 8  | 4  |
| 2021–2022    | HC TPS              | Liiga        | 41  | 9  | 23 | 32 | 8  | 18 | 4 | 8  | 12 | 20 |
|              | Milwaukee Admirals  | AHL          | —   | —  | —  | —  | —  | 9  | 1 | 2  | 3  | 2  |
| 2022–2023    | Nashville Predators | NHL          | 1   | 1  | 0  | 1  | 0  | —  | — | —  | —  | —  |
|              | Milwaukee Admirals  | AHL          | 10  | 2  | 7  | 9  | 8  | —  | — | —  | —  | —  |
| NHL totalt   | NHL totalt          | NHL totalt   | 1   | 1  | 0  | 1  | 0  | —  | — | —  | —  | —  |
| Liiga totalt | Liiga totalt        | Liiga totalt | 134 | 23 | 64 | 87 | 48 | 31 | 5 | 15 | 20 | 24 |
| AHL totalt   | AHL totalt          | AHL totalt   | 10  | 2  | 7  | 9  | 8  | 9  | 1 | 2  | 3  | 2  |

### Internationellt
| Källa: Uppdaterad: 2022-11-13 | Källa: Uppdaterad: 2022-11-13 | Källa: Uppdaterad: 2022-11-13 |         | Utv = Utvisningsminuter | Utv = Utvisningsminuter | Utv = Utvisningsminuter | Utv = Utvisningsminuter | Utv = Utvisningsminuter |
| År                            | Lag                           | Mästerskap                    | Matcher | Mål                     | Assists                 | Poäng                   | Utv                     |                         |
| ----------------------------- | ----------------------------- | ----------------------------- | ------- | ----------------------- | ----------------------- | ----------------------- | ----------------------- | ----------------------- |
| 2018                          | Finland                       | Hlinka Gretzky                | 4       | 0                       | 0                       | 0                       | 0                       |                         |
| 2019                          | Finland                       | U18-VM                        | 5       | 1                       | 1                       | 2                       | 2                       |                         |
| 2021                          | Finland                       | JVM                           | 7       | 2                       | 2                       | 4                       | 0                       |                         |
| Junior totalt                 | Junior totalt                 | Junior totalt                 | 16      | 3                       | 3                       | 6                       | 2                       |                         |